# Antonio Maria Colini
Antonio Maria Colini (geboren am 12. September 1900 in Rom; gestorben 1989 ebenda) war ein italienischer Klassischer Archäologe.
Colini war der Sohn des Archäologen und Direktors am Museo Nazionale Etrusco di Villa Giulia, Giuseppe Angelo Colini. Er studierte Lettere  an der Universität „La Sapienza“ in Rom und erwarb dort 1920 die Laurea mit dem Spezialgebiet Archäologie. Als Schüler des einflussreichen Archäologen Giulio Quirino Giglioli war er wie dieser Anhänger des italienischen Faschismus. Colini trat 1926 in den Archäologischen Dienst der Stadt Rom und erreichte zuletzt die Position des Direktors der Museen, Galerien, Monumente und Ausgrabungen, die er bis 1964 innehatte und im Anschluss als Ehrendirektor behielt.
Während sein Förderer Giglioli nach dem Zweiten Weltkrieg seiner öffentlichen Ämter enthoben wurde, wurde Colini 1955 Gründungsdirektor des Museo della Civiltà Romana, das in diesem Jahr an den Palilien, dem mythischen Geburtstag der Stadt, eingeweiht wurde. Zurück gingen Planung und Umsetzung des Museums auf das von Benito Mussolini eingeweihte Museo dell’Impero Romano, didaktisch wurden die bereits für die Mostra Augustea della Romanità entwickelten Ausstellungskonzepte umgesetzt, an denen Colini bereits in den 1930er Jahren mitgearbeitet hatte.
Colini, der auch die Lehrerlaubnis für Römische Topographie der Universität „La Sapienza“ besaß, hat ein weites Feld archäologischer Forschungen zur Topographie Roms abgedeckt. Sowohl einzelnen Monumenten, etwa dem Tempel des Apollo Sosianus oder der Säule des Marc Aurel, als auch ganzen Gebieten wie dem Caelius oder der Area sacra di Sant’Omobono galt hierbei sein Interesse. Zusammen mit Gianfilippo Carettoni, Guglielmo Gatti und Lucos Cozza gab er 1960 die Neuausgabe der Forma Urbis Romae, des berühmten marmornen Stadtplans aus der Zeit des Septimius Severus, heraus. Im Jahr 1983 wurde er für seine Verdienste in die Accademia Nazionale dei Lincei aufgenommen.

## Schriften (Auswahl)
Eine Bibliographie der Schriften Antonio Maria Colinis bis 1968 bietet Paolo Sommella in: Studi di Topografia Romana. 1968, S. 5 ff.
- Il tempio di Apollo. Governatorato di Roma, Rom 1940.
- Il tempio di Veiove. Aedes Veiovis inter Arcem et Capitolium. Governatorato di Roma, Rom 1943.
- Lo stadio di Domiziano. Governatorato di Roma, Rom 1943.
- Storia e topografia del Celio nell’antichità. Poliglotta Vaticana, Rom 1944.
- mit Guglielmo Gatti, Pietro Romanelli, u. a.: La Colonna di Marco Aurelio. „L’Erma“ di Bretschneider, Rom 1955.
- mit Gianfilippo Carettoni, Lucos Cozza, Guglielmo Gatti: La pianta marmorea di Roma antica. Forma urbis Romae. Danesi, Rom 1960.
- mit Lucos Cozza: Il Ludus Magnus. Monte dei paschi di Siena, Rom 1962.